# Ralph Pudsey

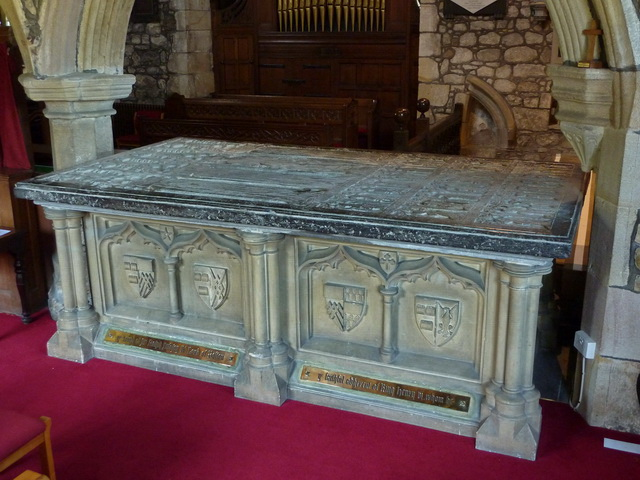
Grab des Sir Ralph Pudsey, St. Peter and St. Paul’s Church, Bolton-by-Bowland

Sir Ralph Pudsey of Bolton-by-Bowland (* um 1390; † 1468) war ein englischer Ritter.

## Leben
Sir Ralph war ein Sohn von Sir John Pudsey und Margaret, eine Tochter des William Eure. Er war Gutsherr von Bolton-by-Bowland im Ribble Valley in Lancashire.
Von König Heinrich V. erhielt Ralph Pudsey ab 1415 eine jährliche Zahlung über 20 £, da er Murdoch Stewart, 2. Duke of Albany, der als Gefangener an die schottische Grenze zu einem Austausch gebracht und unterwegs entführt wurde, ausfindig machen und wieder zurückbringen konnte.
Während der Rosenkriege kämpfte Sir Ralph für das Haus Lancaster bei der Schlacht von Northampton (1460) und 1461 bei den Schlachten von St Albans und Towton.
Im Sommer 1464 gewährte er Heinrich VI., der seit der Niederlage bei Hexham auf der Flucht war, Unterschlupf in Bolton Hall.
Es sind heute noch einige Relikte des Königs erhalten, die dieser 1464 zurückließ. Es handelt sich hier um ein Paar Handschuhe, Stiefel und einen Löffel.
Sir Ralph Pudsey starb 1468 und wurde in der St. Peter and St. Paul’s Church in Bolton-by-Bowland bestattet.

## Ehe und Nachkommen
Sir Ralph war dreimal verheiratet.
In erster Ehe heiratete er Maud Tempest. Das Paar hatte folgende Nachkommen:
- John
- Joyce

In zweiter Ehe heiratete er Margaret Tunstall, Tochter des Thomas Tunstall. Das Paar hatte folgende Nachkommen:
- John ⚭ Gertrude Hamerton
- Thomas
- Elizabeth
- Jane
- Margaret
- Isabell

In dritter Ehe heiratete er Edwina. Das Paar hatte folgende Nachkommen:
- Robert
- William
- Henry
- George
- Edward
- Rowland
- Alexander
- Mabel
- Grace
- Margaret
- Jane
- Elizabeth
- Ann
- Joan ⚭ Robert Lambard
- Agnes ⚭ Richard Dyneley
- Grace ⚭ Walter Barnfeld
- Thomasine